# Lista de comunas de Seine-Saint-Denis
Lista das 40 comunas do departamento francês de Seine-Saint-Denis.
| INSEE | Postal | Comuna                      |
| ----- | ------ | --------------------------- |
| 93001 | 93300  | Aubervilliers (CAS)         |
| 93005 | 93600  | Aulnay-sous-Bois            |
| 93006 | 93170  | Bagnolet                    |
| 93007 | 93150  | Le Blanc-Mesnil             |
| 93008 | 93000  | Bobigny                     |
| 93010 | 93140  | Bondy                       |
| 93013 | 93350  | Le Bourget                  |
| 93014 | 93390  | Clichy-sous-Bois (CAC)      |
| 93015 | 93470  | Coubron                     |
| 93027 | 93120  | La Courneuve                |
| 93029 | 93700  | Drancy                      |
| 93030 | 93440  | Dugny                       |
| 93031 | 93800  | Épinay-sur-Seine (CAS)      |
| 93032 | 93220  | Gagny                       |
| 93033 | 93460  | Gournay-sur-Marne           |
| 93039 | 93450  | L'Île-Saint-Denis (CAS)     |
| 93045 | 93260  | Les Lilas                   |
| 93046 | 93190  | Livry-Gargan                |
| 93047 | 93370  | Montfermeil (CAC)           |
| 93048 | 93100  | Montreuil                   |
| 93049 | 93360  | Neuilly-Plaisance           |
| 93050 | 93330  | Neuilly-sur-Marne           |
| 93051 | 93160  | Noisy-le-Grand              |
| 93053 | 93130  | Noisy-le-Sec                |
| 93055 | 93500  | Pantin                      |
| 93057 | 93320  | Les Pavillons-sous-Bois     |
| 93059 | 93380  | Pierrefitte-sur-Seine (CAS) |
| 93061 | 93310  | Le Pré-Saint-Gervais        |
| 93062 | 93340  | Le Raincy                   |
| 93063 | 93230  | Romainville                 |
| 93064 | 93110  | Rosny-sous-Bois             |
| 93066 | 93200  | Saint-Denis (CAS)           |
| 93070 | 93400  | Saint-Ouen                  |
| 93071 | 93270  | Sevran                      |
| 93072 | 93240  | Stains (CAS)                |
| 93073 | 93290  | Tremblay-en-France          |
| 93074 | 93410  | Vaujours                    |
| 93077 | 93250  | Villemomble                 |
| 93078 | 93420  | Villepinte                  |
| 93079 | 93430  | Villetaneuse (CAS)          |

(CAC) Communauté d'agglomération de Clichy-sous-Bois-Montfermeil, criada em 2001.

(CAS) Communauté d'agglomération Plaine Commune, criada em 2001.